# 鹧鸪草属
鹧鸪草属（学名：Eriachne）是禾本科下的一个属，为多年生、簇生草本植物。该属共有约25种，分布于热带亚洲和大洋洲。

## 下属物种
- 鹧鸪草 Eriachne pallescens R. Br.